# Twierdza 3
Twierdza 3 (ang. Stronghold 3) – strategiczna gra czasu rzeczywistego wyprodukowana przez Firefly Studios i wydana przez 7Sixty 25 października 2011 na PC.

## Rozgrywka
Pod względem rozgrywki gra przypomina pierwszą część serii. Gracz tworzy swój zamek, buduje domy mieszkalne, tartaki, kamieniołomy, dzięki którym twierdza może poprawnie funkcjonować. Musi go też rozbudowywać i umacniać, a także powiększać swoją armię, aby odeprzeć ataki wrogich wojsk. Zrezygnowano z większości rozwiązań znanych z Twierdzy 2, np. przestępczości. W grze dostępne są dwie kampanie: militarna oraz pokojowa, w której misje skupiają się głównie na kwestiach gospodarczych.

## Odbiór gry
Twierdza 3 spotkała się z negatywnym przyjęciem krytyków, uzyskując według agregatora Metacritic średnią z ocen wynoszącą 47/100 oraz 46,11% według serwisu GameRankings. Konrad Kruk z portalu Gry-Online pochwalił m.in. oprawę audiowizualną, natomiast skrytykował niedopracowaną sztuczną inteligencję przeciwników.